# 贝洛托舒单抗
贝洛托舒单抗（INN：Bezlotoxumab）是一种人单克隆抗体，设计用于预防艰难梭菌感染的复发，品牌名为Zinplava。
该药物与阿克托舒单抗一起由Medarex公司和马萨诸塞大学医学院的MassBiologics合作通过II期疗效试验开发。该项目随后被授权给默克药厂进行进一步开发和商业化。
阿克托舒单抗和贝洛托舒单抗是完全人单克隆抗体，分别结合艰难梭菌毒素A和B。
III期试验仅显示贝洛托舒单抗的益处；阿克托舒单抗和贝洛托舒单抗的组合在预防艰难梭菌相关性腹泻复发方面并不比单独使用贝洛托舒单抗效果更好。

## FDA批准的进展
2016年6月9日，美国FDA抗菌药物咨询委员会（原名抗感染药物咨询委员会）开会讨论贝洛托舒单抗。该委员会以10比5的投票结果建议批准默克公司的许可申请，普遍表示愿意接受试验已证明贝洛托舒单抗总体上减少了艰难梭菌的复发。但委员会在讨论中强调了该药物是否在某些患者群体中提供更明显的益处，并对贝洛托舒单抗治疗组中潜在的安全信号表示担忧。数据显示，贝洛妥昔单抗可能对病情较重的高危患者具有最大的益处，但在所有患者亚组中确实显示出统计学上的益处。尽管患者群体总体上包含许多病情严重的个体，因此接受安慰剂和接受贝洛托舒单抗的受试者均出现许多不良事件，但专家组重点关注先前存在充血性心力衰竭的患者中的少数严重事件。在这个子集中，接受贝洛托舒单抗的患者似乎比接受安慰剂的患者出现负面结果的几率更高，尽管这两组患者的病情可能存在不平衡。
FDA对贝洛托舒单抗进行审查的《处方药使用者付费法案》行动日期为2016年7月23日。
贝洛托舒单抗于2016年10月获得FDA批准：“对于18岁或以上正在接受艰难梭菌感染抗生素治疗且复发风险较高的患者，可减少艰难梭菌感染的复发。”

## 艰难梭菌毒素B中和机制
通过艰难梭菌毒素B（TcdB）N端的X射线结晶结构，该毒素被鉴定为由三个结构域组成：GTD、半胱氨酸蛋白酶和组合重复寡肽CROP结构域。CROP结构域由四个不同的肽单元组成：B1、B2、B3和B4。贝洛托舒单抗特异性抑制TcdB的CROP结构域。它识别毒素TcdB上的特定表位，并对该区域具有高亲和力。GTD结构域不与贝洛托舒单抗产生相互作用，但似乎与代表整个CROP结构域的B1相互作用。贝洛托舒单抗与B2和B3或两个结构域之间的重叠残基区域相互作用。B4片段不与CROP结构域的特定部分相互作用。将肽B1表征为TcdB的完整CROP结构域表明该抗体与CROP结构域的B2区域发生特异性反应。由此得出的结论是，TcdB表位位于CROP结构域的N末端。